# Episodi di Arcibaldo (nona stagione)

Immagine tratta dalla sigla

La nona stagione della serie televisiva Arcibaldo è stata trasmessa negli Stati Uniti d'America dal 24 settembre 1978 all'8 aprile 1979 sulla CBS, posizionandosi al 9º posto nei rating Nielsen di fine anno con il 24,9% di penetrazione.
Questa è l'ultima stagione della prima serie All in the Family .
In Italia la stagione è andata in onda nel 1985 su Canale 5.
| nº | Titolo originale                        | Titolo italiano                   | Prima TV USA      | Prima TV Italia |
| -- | --------------------------------------- | --------------------------------- | ----------------- | --------------- |
| 1  | Little Miss Bunker                      | La piccola Miss Bunker            | 24 settembre 1978 | 1985            |
| 2  | End in Sight                            | Fine in vista                     | 1º ottobre 1978   | 1985            |
| 3  | Reunion on Hauser Street                | Riunione in Hauser Street         | 8 ottobre 1978    | 1985            |
| 4  | What'll We Do With Stephanie?           | Cosa facciamo con Stephanie?      | 15 ottobre 1978   | 1985            |
| 5  | Edith's Final Respects                  | Il funerale di zia Rose           | 22 ottobre 1978   | 1985            |
| 6  | Weekend in the Country                  | Fine settimana in campagna        | 29 ottobre 1978   | 1985            |
| 7  | Archie's Other Wife                     | L'altra moglie di Archie          | 5 novembre 1978   | 1985            |
| 8  | Edith vs. the Bank                      | Edith contro la banca             | 19 novembre 1978  | 1985            |
| 9  | Return of the Waitress                  | Il ritorno della cameriera        | 26 novembre 1978  | 1985            |
| 10 | Bogus Bills                             | Fatture fasulle                   | 3 dicembre 1978   | 1985            |
| 11 | The Bunkers Go West                     | I Bunkers vanno all'ovest         | 10 dicembre 1978  | 1985            |
| 12 | California, Here We Are: Part 1         | Eccoci California (parte 1)       | 17 dicembre 1978  | 1985            |
| 13 | California, Here We Are: Part 2         | Eccoci California (parte 2)       | 17 dicembre 1978  | 1985            |
| 14 | A Night at the PTA                      | La notte al PTA                   | 7 gennaio 1979    | 1985            |
| 15 | A Girl Like Edith                       | A una ragazza piace Edith         | 14 gennaio 1979   | 1985            |
| 16 | The Appendectomy                        | L'appendicectomia                 | 21 gennaio 1979   | 1985            |
| 17 | Stephanie and the Crime Wave            | Stephanie e l'ondata criminale    | 28 gennaio 1979   | 1985            |
| 18 | Barney the Gold Digger                  | Barney, il cercatore d'oro        | 4 febbraio 1979   | 1985            |
| 19 | The Return of Archie's Brother          | Il ritorno del fratello di Archie | 11 febbraio 1979  | 1985            |
| 20 | Stephanie's Conversion                  | La conversione di Stephanie       | 18 febbraio 1979  | 1985            |
| 21 | Edith Gets Fired                        | Edith viene licenziata            | 25 febbraio 1979  | 1985            |
| 22 | All in the Family Retrospective: Part 1 | Retrospettivi (parte 1)           | 4 marzo 1979      | 1985            |
| 23 | All in the Family Retrospective: Part 2 | Retrospettivi (parte 2)           | 4 marzo 1979      | 1985            |
| 24 | All in the Family Retrospective: Part 3 | Retrospettivi (parte 3)           | 4 marzo 1979      | 1985            |
| 25 | The Family Next Door                    | La famiglia della porta accanto   | 11 marzo 1979     | 1985            |
| 26 | The Return of Stephanie's Father        | Il ritorno del padre di Stephanie | 25 marzo 1979     | 1985            |
| 27 | Too Good Edith                          | Troppo buona Edith                | 8 aprile 1979     | 1985            |